# Élections européennes de 2019 en Hongrie
Les élections européennes de 2019 sont les élections des députés de la neuvième législature du Parlement européen, qui se déroulent du 23 mai au 26 mai 2019 dans tous les États membres de l'Union européenne. En Hongrie, elles se tiennent le 26 mai 2019 pour élire les 21 sièges alloués au pays.

## Mode de scrutin
Les élections européennes en Hongrie se tiennent selon le principe de la représentation proportionnelle, à l'échelle d'une circonscription unique. Seuls les partis politiques enregistrés peuvent y présenter des listes, et doivent dépasser le seuil de 5 % des suffrages exprimés pour pouvoir participer à la répartition des sièges, qui se tient selon la méthode d'Hondt.

## Contexte
Au niveau européen, le scrutin intervient dans un contexte inédit. La mandature 2014-2019 a en effet vu intervenir plusieurs événements susceptibles d'influer durablement sur la situation politique européenne, comme le référendum sur l'appartenance du Royaume-Uni à l'Union européenne en 2016, l'arrivée ou la reconduction au pouvoir dans plusieurs pays de gouvernements eurosceptiques et populistes (en Hongrie en 2014, en Pologne en 2015, en Autriche en 2017 et en Italie en 2018) et l'adoption de l'accord de Paris sur le climat en 2015. Les élections interviennent alors que la Commission européenne est présidée depuis 15 ans par le Parti populaire européen (PPE) ; la Commission sortante, présidée par Jean-Claude Juncker, rassemble des membres du PPE, de l'Alliance des libéraux et des démocrates pour l'Europe et du Parti socialiste européen.
En Hongrie, ces élections se tiennent un an après des élections législatives ayant vu la coalition Fidesz-KDNP du Premier ministre sortant, Viktor Orbán, donnée grande favorite du scrutin, conserver la majorité absolue ainsi que la majorité qualifiée des deux tiers des sièges.

## Campagne

### Partis et candidats
| Coalition ou parti politique | Coalition ou parti politique          | Positionnement et idéologie                                                                                 | Résultats en 2014               | Tête de liste    | Députés sortants | Députés sortants      |
| Coalition ou parti politique | Coalition ou parti politique          | Positionnement et idéologie                                                                                 | Résultats en 2014               | Tête de liste    | Nombre           | Groupe politique      |
| ---------------------------- | ------------------------------------- | --- | ------------------------------- | ---------------- | ---------------- | --------------------- |
|                              | Fidesz–KDNP                           | Droite à extrême droite Nationalisme, national-conservatisme, démocratie chrétienne, conservatisme social   | 51,48 %                         | László Trócsányi | 13 / 21          | PPE (suspendu)        |
|                              | Jobbik                                | Droite à extrême droite Nationalisme, national-conservatisme, irrédentisme, protectionnisme, isolationnisme | 14,67 %                         | Márton Gyöngyösi | 1 / 21           | NI                    |
|                              | MSZP–Dialogue                         | Centre gauche Social-démocratie, social-libéralisme, écologie politique, europhilie, féminisme              | 10,9 % (MSZP) 7,25 % (Dialogue) | Bertalan Tóth    | 3 / 21           | S&D (2) Verts/ALE (1) |
|                              | Coalition démocratique                | Centre gauche Social-libéralisme, europhilie                                                                | 9,75 %                          | Klára Dobrev     | 2 / 21           | S&D                   |
|                              | La politique peut être différente     | Centre gauche Écologie politique                                                                            | 5,04 %                          | Vágó Gábor       | 0 / 21           | Verts/ALE             |
|                              | Mouvement Momentum                    | Centre Libéralisme, conservatisme, europhilie                                                               | Nv.                             | Katalin Cseh     | 0 / 21           |                       |
|                              | Parti hongrois du chien à deux queues | Satire | Nv.                             | Döme Zsuzsanna   | 0 / 21           |                       |
|                              | Mouvement Notre patrie                | Extrême droite Ultranationalisme, irrédentisme, euroscepticisme                                             | Nv.                             | László Toroczkai | 0 / 21           |                       |
|                              | Parti ouvrier hongrois                | Extrême gauche Communisme, marxisme-léninisme, euroscepticisme                                              | Abs.                            | Thürmer Gyula    | 0 / 21           |                       |

### Sondages
| Sondeur           | Date                   | MKKP | LMP    | MSZP   | MM  | DK     | Fidesz  | Jobbik  | MHM | Autres |
| ----------------- | ---------------------- | ---- | ------ | ------ | --- | ------ | ------- | ------- | --- | ------ |
| Sondeur           | Date                   |      |        |        |     |        |         |         |     |        |
| Závecz            | 4-14 mai 2019          | 2 %  | 5 %    | 12 %   | 4 % | 11 %   | 53 %    | 12 %    | -   | 1 %    |
| Idea Intézet      | 2-6 mai 2019           | 2 %  | 5 %    | 12 %   | 3 % | 9 %    | 50 %    | 13 %    | -   | 6 %    |
| Nézőpont          | 1er-26 avril 2019      | 2 %  | 4 %    | 10 %   | 5 % | 8 %    | 57 %    | 10 %    | 2 % | 1 %    |
| Závecz            | 15-25 avril 2019       | 2 %  | 4 %    | 13 %   | 5 % | 11 %   | 57 %    | 6 %     | 1 % | 1 %    |
| Századvég         | 10-21 avril 2019       | -    | 4 %    | 10 %   | 4 % | 9 %    | 54 %    | 14 %    | 2 % | 3 %    |
| Idea Intézet      | 29 mars-1er avril 2019 | 3 %  | 4 %    | 12 %   | 6 % | 9 %    | 48 %    | 14 %    | -   | 4 %    |
| Nézőpont          | 1er-28 mars 2019       | 4 %  | 5 %    | 11 %   | 4 % | 6 %    | 56 %    | 12 %    | 2 % | -      |
| Publicus          | 13-20 mars 2019        | -    | 3 %    | 15 %   | 6 % | 6 %    | 52 %    | 16 %    | -   | 2 %    |
| Závecz            | mi-mars 2019           | 1 %  | 4 %    | 13 %   | 5 % | 9 %    | 50 %    | 14 %    | 2 % | 2 %    |
| Élections de 2014 | 25 mai 2014            | /    | 5,04 % | 10,9 % | /   | 9,75 % | 51,48 % | 14,67 % | /   | 8,16 % |

## Résultats
| Parti ou coalition       | Parti ou coalition                                                            | Voix      | %     | +/-  | Sièges | +/-           | Groupe | Groupe |
| ------------------------ | ----------------------------------------------------------------------------- | --------- | ----- | ---- | ------ | ------------- | ------ | ------ |
|                          | Fidesz – KDNP                                                                 | 1 824 220 | 52,56 | 1,08 | 13     | 1             | PPE    |        |
|                          | Coalition démocratique (DK)                                                   | 557 081   | 16,05 | 6,30 | 4      | 2             | S&D    |        |
|                          | Mouvement Momentum (MM)                                                       | 344 512   | 9,93  | Nv.  | 2      | 2             | RE     |        |
|                          | Parti socialiste hongrois – Parti du dialogue pour la Hongrie (MSZP-Dialogue) | 229 551   | 6,61  | 4,29 | 1      | 1             | S&D    |        |
|                          | Jobbik                                                                        | 220 184   | 6,34  | 8,33 | 1      | 2             | NI     |        |
|                          | Mouvement Notre patrie (MHM)                                                  | 114 156   | 3,29  | Nv.  | 0      | en stagnation |        |        |
|                          | Parti hongrois du chien à deux queues (MKKP)                                  | 90 912    | 2,62  | Nv.  | 0      | en stagnation |        |        |
|                          | La politique peut être différente (LMP)                                       | 75 498    | 2,18  | 2,86 | 0      | 1             |        |        |
|                          | Parti ouvrier hongrois (Munkáspárt)                                           | 14 452    | 0,42  | Nv.  | 0      | en stagnation |        |        |
|                          |                                                                               |           |       |      |        |               |        |        |
| Votes valides            | Votes valides                                                                 | 3 470 566 | 99,49 |      |        |               |        |        |
| Votes blancs et nuls     | Votes blancs et nuls                                                          | 17 775    | 0,51  |      |        |               |        |        |
| Total                    | Total                                                                         | 3 488 341 | 100   | -    | 21     | en stagnation | -      |        |
| Abstentions              | Abstentions                                                                   | 4 520 012 | 56,52 |      |        |               |        |        |
| Inscrits / Participation | Inscrits / Participation                                                      | 8 008 353 | 43,48 |      |        |               |        |        |